# 1847 en philosophie
Chronologie de la philosophie
- 1843
- 1844
- 1845
- 1846
- 1847
- 1848
- 1849
- 1850
- 1851

L’année 1847 a été marquée, en philosophie, par les événements suivants :

## Publications
- Discours édifiant à plusieurs points de vue et Les actes de l’amour. Quelques méditations chrétiennes sous forme de discours de Søren Kierkegaard.
- Misère de la philosophie. Réponse à la philosophie de la misère de M. Proudhon de Karl Marx.
- Seconde édition remaniée de De la quadruple racine du principe de raison suffisante (Über die vierfache Wurzel des Satzes vom zureichenden Grunde), thèse de doctorat d’Arthur Schopenhauer publiée en 1813.
- Création de la revue philosophique et littéraire Liberté de penser par Amédée Jacques, Jules Simon et Émile Saisset.

## Naissances
- 14 janvier : Borden Parker Bowne, philosophe et théologien américain, mort en 1910.
- 20 avril : Edmond Colsenet, professeur de philosophie français, dont la thèse de doctorat reprend le concept de l'inconscient nouvellement introduit en France, mort en 1925.
- 18 octobre : Anton Marty, philosophe et linguiste suisse, mort en 1914.
- 2 novembre : Georges Sorel, philosophe et sociologue français, un des principaux introducteurs du marxisme en France, mort en 1922.
- 19 novembre : Lionel Dauriac, philosophe français, mort en 1923.

## Décès
- x